# 데니스 드러구슈
데니스 미하이 드러구슈(루마니아어: Denis Mihai Drăguș, 1999년 7월 6일 ~ )는 벨기에 프로 리그 클럽 스탕다르 리에주와 루마니아 국가대표팀에서 임대되어 쉬페르리그 클럽 가지안테프에서 공격수로 활약하고 있는 루마니아의 프로 축구 선수이다.

## 구단 경력

### 비토룰 콘스탄타
드러구슈는 2015년 10월 29일, 1-0으로 이긴 보토샤니와의 쿠파 로므니에이 경기에서 비토룰 콘스탄타 소속으로 성인 무대 데뷔 전을 치렀다. 2017년 8월 27일, 그는 1-2로 패한 콘코르디아 키아지나와의 경기에서 아우렐리안 키추와 교체 투입되어 첫 리가 I 경기를 치렀다.
2017년 11월 28일, 드러구슈는 2-3으로 패한 보토샤니와의 국가대항전에서 개인 통산 첫 골을 기록했다.

### 스탕다르 리에주
2019년 8월 7일, 드러구슈는 2백만 유로의 이적료에 30%의 이자를 지불하고 벨기에의 스탕다르 리에주로 이적했다. 2019년 9월 1일, 그는 안데를레흐트와의 콩스탕 반덴 스토크 스타디온에서 열린 경기에서 데뷔 전을 치렀다.
2020년 9월 15일, 드러구슈는 크로토네에서 이적할 수 있는 옵션과 함께 한 시즌 임대에 동의했다. 그는 5일 후 제노아와의 경기에서 세리에 A 데뷔 전을 치렀다. 드러구슈는 이탈리아에서 뛰는 동안 총 9경기에 출전했는데, 그 중 선발 출전한 경기는 한 경기뿐이었다. 리에주로 돌아온 드러구슈는 2021년 8월 8일, 로열 앤트워프와의 경기에서 스탕다르 소속으로 첫 골을 넣었다. 2022년 1월 16일, 그는 안데를레흐트와의 리그 경기에서 89분에 동점골을 넣었다.
2023년 1월 26일, 드러구슈는 세리에 B의 제노아로 임대 이적했다. 2023년 9월 13일, 스탕다르는 쉬페르리그의 가지안테프로 한 시즌 임대를 보냈다.

## 국가대표팀 경력
2018년 9월 10일, 드러구슈는 세르비아와의 UEFA 네이션스리그 2-2 무승부에서 루마니아 국가대표팀 데뷔 전을 치렀다. 다음 해, 그는 2019년 UEFA U-21 축구 선수권 대회에서 U-21 국가대표팀을 대표할 예정이었지만, 발꿈치뼈 골절로 팀에서 제외되었다.
2022년 11월 17일, 1-2로 패한 슬로베니아와의 친선 경기에서 국가대표 첫 골을 기록했다.

## 사생활
드러구슈의 아버지 미하이도 프로 축구 선수였다.
2021년 1월, 그의 여자친구 바네사는 여자 아이를 낳았다.